# Hieracium criniculosum
Hieracium criniculosum es una especie de planta con flor del género Hieracium, de la familia Asteraceae, orden Asterales.

## Distribución
Hieracium criniculosum se distribuye por Suecia.

## Taxonomía
Fue descrita científicamente por Johanss. Fue publicada en Jämtl. Hierac. Vulg.: 12 (1914).